# 10 LOVE
『10LOVE』는 이이즈카 마유미의 10번째 음반. 2006년 9월 27일에 도쿠마 저팬 커뮤니케이션즈에서 발매.

## 해설
- 10주년 기념 앨범. 역대 작가가 집결했다.
- 초회봉입특전에는 오리지널“10LOVE ”스티커가 봉입. 10종류씩 1장.

## 수록곡
1. 너와 함께 하늘로/君と大空へ（작사：이이즈카 마유미／작곡：아사다 신이치／편곡：가토 미치아키）
2. 빨간 장화의 카우보이/赤い靴のカウボーイ（작사・작곡：이즈미카와 소라／편곡：타쿠미 마사노리）
3. 봄, 너를 생각해/春、君想フ（작사・작곡・편곡：요시다 이사오）
4. 공원길/公園通り（작사・작곡：오카자키 리츠코／편곡：하세가와 토모키）
5. Your Song（작사：무로우 아유미／작곡・편곡：하세가와 토모키）
6. 푸른하늘 School Days/青空スクールデイズ（작사：토미타 쿄코／작곡・편곡：마츠오카 모토키）
7. Happy Smile♪（작사：이즈미카와 소라／작곡・편곡：스즈키“CHiBUN ”토모후미）
8. 서로 좋아해/りょうおもい。（작사：이이즈카 마유미／작곡：호시마이（이이즈카 마유미）／편곡：타쿠미 마사노리）
9. 코스모스 가든/コスモスガーデン（작사：카노 카오리／작곡：오츠 미키／편곡：가토 미치아키）
10. HONEY BEE（작사・작곡：도지마 코헤이／편곡：타쿠미 마사노리）